# Førslev Idrætsforening
Førslev Idrætsforening er en idrætsforening stiftet i 1907 i Førslev (ved Haslev, Faxe Kommune) ved siden af Førslev Gl. Købmandsgaard. I dag er der både fodbold, håndbold, gymnastik, petanque og badminton i foreningen. Foreningens formand er for tiden Ib V. Nielsen.
| Sport | Spire Denne artikel om sport er en spire som bør udbygges. Du er velkommen til at hjælpe Wikipedia ved at udvide den. |